# سفين أولسون (مصارع رياضي)
سفين أولسون هو مصارع رياضي سويدي، ولد في 25 فبراير 1886 في Värnamo ‏ في السويد، وتوفي في 27 أبريل 1961 في ستوكهولم في السويد.

## وصلات خارجية
- سفين أولسون على موقع أوليمبيديا (الإنجليزية)
- سفين أولسون على موقع اللجنة الأولمبية السويدية (السويدية)